# Heiligenberg-Tunnel (Thüringen)
Der Heiligenberg-Tunnel ist ein 198 Meter langer Eisenbahntunnel im thüringischen Landkreis Eichsfeld, der an der 1880 eröffneten Bahnstrecke Leinefelde–Treysa liegt. Diese gehörte zur Kanonenbahn und ist seit 1998 stillgelegt.
Erbaut wurde der Heiligenberg-Tunnel in den Jahren 1878 bis 1879. Er liegt zwischen den Bahnhöfen Effelder im Norden und Großbartloff im Süden. Der Kurvenradius des Tunnels beträgt 400 Meter, das durchgehende Gefälle 1:96 und die mittlere Höhenlage etwa 329 m ü. NN.
Der Tunnel steht nur zum Teil im Schiefermergel des Röts, zum überwiegenden Teil in abgerutschten Muschelkalkmassen mit Anhydriteinlagerungen, die nur eine geringe Standfestigkeit aufweisen. Die geologischen Verhältnisse sind hier am ungünstigsten. Die Überdeckung des Tunnels beträgt nur zehn bis zwölf Meter, so dass auch ein Einschnitt ausgereicht hätte. Davon wurde jedoch wegen des zu Rutschungen neigenden Hanges Abstand genommen.
Das Bauwerk ist Teil der Bahnstrecke von Lengenfeld unterm Stein nach Küllstedt, die heute mit Draisinen und dem Rad entlang dem Kanonenbahn-Radweg befahren werden kann.